# Anne Haug
Anne Haug (Bayreuth, 20 de gener de 1983) és una esportista alemanya que va competir en triatló, guanyadora de dues medalles en el Campionat Mundial de Triatló, plata en 2012 i bronze en 2013.

## Palmarès internacional
| Campionat del món | Campionat del món        | Campionat del món | Campionat del món |
| Any               | Lloc                     | Medalla           | Prova             |
| ----------------- | ------------------------ | ----------------- | ----------------- |
| 2012              | Auckland ( Nova Zelanda) | 2                 | Individual        |
| 2013              | Londres ( Regne Unit)    | 3                 | Individual        |